# Campeonato Europeu de Patinação Artística no Gelo de 1997
O Campeonato Europeu de Patinação Artística no Gelo de 1997 foi a octogésima nona edição do Campeonato Europeu de Patinação Artística no Gelo, um evento anual de patinação artística no gelo organizado pela União Internacional de Patinação (em inglês:  International Skating Union) onde os patinadores artísticos competem pelo título de campeão europeu. A competição foi disputada entre os dias 19 de janeiro e 26 de janeiro, na cidade de Paris, França.

## Eventos
- Individual masculino
- Individual feminino
- Duplas
- Dança no gelo

## Medalhistas
| Evento                        | Ouro                                     | Prata                                        | Bronze                                         |
| Individual masculino detalhes | Alexei Urmanov · Rússia                  | Philippe Candeloro · França                  | Viacheslav Zagorodniuk · Ucrânia               |
| Individual feminino detalhes  | Irina Slutskaya · Rússia                 | Krisztina Czakó · Hungria                    | Julia Lavrenchuk · Ucrânia                     |
| Duplas detalhes               | Marina Eltsova · Andrei Bushkov · Rússia | Mandy Wötzel · Ingo Steuer · Alemanha        | Elena Berezhnaya · Anton Sikharulidze · Rússia |
| Dança no gelo detalhes        | Oksana Grishuk · Evgeni Platov · Rússia  | Anjelika Krylova · Oleg Ovsyannikov · Rússia | Sophie Moniotte · Pascal Lavanchy · França     |

## Resultados

### Individual masculino
| Medalha de ouro                                       | Alexei Urmanov         | Rússia           | 4.0  | 6  | 1  |
| Medalha de prata                                      | Philippe Candeloro     | França           | 4.0  | 4  | 2  |
| Medalha de bronze                                     | Viacheslav Zagorodniuk | Ucrânia          | 4.0  | 2  | 3  |
| 4                                                     | Ilia Kulik             | Rússia           | 5.5  | 1  | 5  |
| 5                                                     | Alexei Yagudin         | Rússia           | 6.5  | 5  | 4  |
| 6                                                     | Andrejs Vlascenko      | Alemanha         | 7.5  | 3  | 6  |
| 7                                                     | Igor Pashkevich        | Azerbaijão       | 11.5 | 9  | 7  |
| 8                                                     | Dmitri Dmitrenko       | Ucrânia          | 12.0 | 8  | 8  |
| 9                                                     | Ivan Dinev             | Bulgária         | 15.5 | 11 | 10 |
| 10                                                    | Michael Tyllesen       | Dinamarca        | 16.0 | 14 | 9  |
| 11                                                    | Steven Cousins         | Reino Unido      | 16.0 | 10 | 11 |
| 12                                                    | Evgeni Pliuta          | Ucrânia          | 16.5 | 7  | 13 |
| 13                                                    | Markus Leminen         | Finlândia        | 19.5 | 15 | 12 |
| 14                                                    | Michael Shmerkin       | Israel           | 21.0 | 12 | 15 |
| 15                                                    | Neil Wilson            | Reino Unido      | 22.0 | 16 | 14 |
| 16                                                    | Cornel Gheorghe        | Romênia          | 23.5 | 13 | 17 |
| 17                                                    | Patrick Meier          | Suíça            | 25.0 | 18 | 16 |
| 18                                                    | Gilberto Viadana       | Itália           | 26.5 | 17 | 18 |
| 19                                                    | Thierry Cerez          | França           | 29.5 | 19 | 20 |
| 20                                                    | Vakhtang Murvanidze    | Geórgia          | 31.0 | 24 | 19 |
| 21                                                    | Patrick Schmit         | Luxemburgo       | 31.0 | 20 | 21 |
| 22                                                    | Roman Martonenko       | Estônia          | 33.5 | 23 | 22 |
| 23                                                    | Jordi Pedro Roya       | Espanha          | 33.5 | 21 | 23 |
| 24                                                    | Róbert Kažimír         | Eslováquia       | 35.0 | 22 | 24 |
| Não avançaram para a patinação livre / programa curto |                        |                  |      |    |    |
| 25                                                    | Marius Negrea          | Romênia          | —    | 25 |    |
| 26                                                    | Robert Grzegorczyk     | Polônia          | —    | 26 |    |
| 27                                                    | Jan Čejvan             | Eslovênia        | —    | 27 |    |
| 28                                                    | Alexander Mourashko    | Bielorrússia     | —    | 28 |    |
| 29                                                    | Karel Nekola           | República Tcheca | —    | 29 |    |
| 30                                                    | Matthew van den Broeck | Bélgica          | —    | 30 |    |
| 31                                                    | Edgar Grigoryan        | Armênia          | —    | 31 |    |
| WD                                                    | Florian Tuma           | Áustria          | —    | WD |    |
| WD                                                    | Szabolcs Vidrai        | Hungria          | —    | WD |    |

### Individual feminino
| Medalha de ouro                                       | Irina Slutskaya       | Rússia           | 1.5  | 1  | 1  |
| Medalha de prata                                      | Krisztina Czakó       | Hungria          | 5.0  | 2  | 4  |
| Medalha de bronze                                     | Julia Lavrenchuk      | Ucrânia          | 5.5  | 5  | 3  |
| 4                                                     | Maria Butyrskaya      | Rússia           | 6.5  | 9  | 2  |
| 5                                                     | Elena Liashenko       | Ucrânia          | 10.5 | 7  | 7  |
| 6                                                     | Vanessa Gusmeroli     | França           | 10.5 | 3  | 9  |
| 7                                                     | Eva-Maria Fitze       | Alemanha         | 12.0 | 12 | 6  |
| 8                                                     | Olga Markova          | Rússia           | 13.0 | 10 | 8  |
| 9                                                     | Surya Bonaly          | França           | 13.0 | 6  | 10 |
| 10                                                    | Zuzanna Szwed         | Polônia          | 14.0 | 18 | 5  |
| 11                                                    | Lenka Kulovaná        | República Tcheca | 14.0 | 4  | 12 |
| 12                                                    | Laetitia Hubert       | França           | 16.5 | 11 | 11 |
| 13                                                    | Anna Rechnio          | Polônia          | 18.0 | 8  | 14 |
| 14                                                    | Julia Vorobieva       | Azerbaijão       | 19.5 | 17 | 13 |
| 15                                                    | Anina Fivian          | Suíça            | 22.5 | 15 | 15 |
| 16                                                    | Julia Lautowa         | Áustria          | 23.0 | 14 | 16 |
| 17                                                    | Veronika Dytrt        | Alemanha         | 23.5 | 13 | 17 |
| 18                                                    | Alisa Drei            | Finlândia        | 27.0 | 16 | 19 |
| 19                                                    | Mojca Kopač           | Eslovênia        | 28.5 | 21 | 18 |
| 20                                                    | Diána Póth            | Hungria          | 30.0 | 20 | 20 |
| 21                                                    | Marta Andrade         | Espanha          | 31.5 | 19 | 22 |
| 22                                                    | Tony Bombardieri      | Itália           | 32.0 | 22 | 21 |
| 23                                                    | Anna Dimova           | Bulgária         | 35.0 | 24 | 23 |
| 24                                                    | Zuzanna Paurova       | Eslováquia       | 35.5 | 23 | 24 |
| Não avançaram para a patinação livre / programa longo |                       |                  |      |    |    |
| 25                                                    | Klara Bramfeldt       | Suécia           | —    | 25 |    |
| 26                                                    | Ekaterina Golovatenko | Estônia          | —    | 26 |    |
| 27                                                    | Jenna Arrowsmith      | Reino Unido      | —    | 27 |    |
| 28                                                    | Sanna-Maija Wiksten   | Finlândia        | —    | 28 |    |
| 29                                                    | Ivana Jakupcevic      | Croácia          | —    | 29 |    |
| 30                                                    | Kaja Hanevold         | Noruega          | —    | 30 |    |
| Não avançaram para o programa curto                   |                       |                  |      |    |    |
| 31                                                    | Merine Tadevosyan     | Armênia          | —    |    |    |
| 32                                                    | Anastasia Efimova     | Azerbaijão       | —    |    |    |
| 33                                                    | Selma Duijn           | Países Baixos    | —    |    |    |
| 34                                                    | Noemi Bedo            | Romênia          | —    |    |    |
| 35                                                    | Valeria Trifancova    | Letônia          | —    |    |    |
| 36                                                    | Valentina Gazeleridou | Grécia           | —    |    |    |
| 37                                                    | Ece Aksuyek           | Turquia          | —    |    |    |
| 38                                                    | Patricia Ferriotk     | Bélgica          | —    |    |    |

### Duplas
| Pos.              | Nome                                    | Nacionalidade | Pontos | PC | PL |
| ----------------- | --------------------------------------- | ------------- | ------ | -- | -- |
| Medalha de ouro   | Marina Eltsova / Andrei Bushkov         | Rússia        | 1.5    | 1  | 1  |
|                   | Mandy Wötzel / Ingo Steuer              | Alemanha      | 3.0    | 2  | 2  |
| Medalha de bronze | Elena Berezhnaya / Anton Sikharulidze   | Rússia        | 5.0    | 4  | 3  |
| 4                 | Sarah Abitbol / Stéphane Bernadis       | França        | 5.5    | 3  | 4  |
| 5                 | Evgenia Shishkova / Vadim Naumov        | Rússia        | 7.5    | 5  | 5  |
| 6                 | Peggy Schwarz / Mirko Müller            | Alemanha      | 10.0   | 8  | 6  |
| 7                 | Dorota Zagórska / Mariusz Siudek        | Polônia       | 10.0   | 6  | 7  |
| 8                 | Elena Belousovskaya / Stanislav Morozov | Ucrânia       | 13.0   | 10 | 8  |
| 9                 | Lesley Rogers / Michael Aldred          | Reino Unido   | 13.5   | 9  | 9  |
| 10                | Elaine Asanakis / Joel McKeever         | Grécia        | 15.5   | 11 | 10 |
| 11                | Evgenia Filonenko / Igor Marchenko      | Ucrânia       | 15.5   | 7  | 12 |
| 12                | Sabrina Lefrançois / Nicolas Osseland   | França        | 17.0   | 12 | 11 |
| 13                | Inga Rodionova / Alexander Anichenko    | Azerbaijão    | 19.5   | 13 | 13 |
| 14                | Svetlana Plachonina / Dmitri Kaploun    | Bielorrússia  | 21.0   | 14 | 14 |
| 15                | Ekaterina Nekrassova / Valdis Mintals   | Estônia       | 23.0   | 16 | 15 |
| 16                | Maria Krasiltseva / Alexander Chestnikh | Armênia       | 23.5   | 15 | 16 |
| 17                | Oľga Beständigová / Jozef Beständig     | Eslováquia    | 25.5   | 17 | 17 |

### Dança no gelo
| Pos.                             | Nome                                    | Nacionalidade    | Pontos | DC1 | DC2 | DO | DL |
| -------------------------------- | --------------------------------------- | ---------------- | ------ | --- | --- | -- | -- |
| Medalha de ouro                  | Pasha Grishuk / Evgeni Platov           | Rússia           | 2.0    | 1   | 1   | 1  | 1  |
| Medalha de prata                 | Anjelika Krylova / Oleg Ovsyannikov     | Rússia           | 4.0    | 2   | 2   | 2  | 2  |
| Medalha de bronze                | Sophie Moniotte / Pascal Lavanchy       | França           | 6.4    | 4   | 4   | 3  | 3  |
| 4                                | Marina Anissina / Gwendal Peizerat      | França           | 7.6    | 3   | 3   | 4  | 4  |
| 5                                | Irina Lobacheva / Ilia Averbukh         | Rússia           | 10.0   | 5   | 5   | 5  | 5  |
| 6                                | Irina Romanova / Igor Yaroshenko        | Ucrânia          | 12.0   | 6   | 6   | 6  | 6  |
| 7                                | Barbara Fusar-Poli / Maurizio Margaglio | Itália           | 14.6   | 7   | 7   | 8  | 7  |
| 8                                | Margarita Drobiazko / Povilas Vanagas   | Lituânia         | 15.6   | 8   | 9   | 7  | 8  |
| 9                                | Sylwia Nowak / Sebastian Kolasiński     | Polônia          | 18.4   | 10  | 10  | 9  | 9  |
| 10                               | Kateřina Mrázová / Martin Šimeček       | República Tcheca | 19.4   | 9   | 8   | 10 | 10 |
| 11                               | Diane Gerencser / Pasquale Camerlengo   | Itália           | 22.2   | 12  | 11  | 11 | 11 |
| 12                               | Tatiana Navka / Nikolai Morozov         | Bielorrússia     | 23.8   | 11  | 12  | 12 | 12 |
| 13                               | Elena Grushina / Ruslan Goncharov       | Ucrânia          | 26.2   | 14  | 13  | 13 | 13 |
| 14                               | Galit Chait / Sergei Sakhanovski        | Israel           | 28.8   | 16  | 16  | 14 | 14 |
| 15                               | Marika Humphreys / Philip Askew         | Reino Unido      | 29.4   | 13  | 14  | 15 | 15 |
| 16                               | Iwona Filipowicz / Michal Szumski       | Polônia          | 31.6   | 15  | 15  | 16 | 16 |
| 17                               | Albena Denkova / Maxim Staviyski        | Bulgária         | 34.2   | 17  | 18  | 17 | 17 |
| 18                               | Natalia Gudina / Vitali Kurkudym        | Ucrânia          | 37.2   | 19  | 23  | 18 | 18 |
| 19                               | Stephanie Rauer / Thomas Rauer          | Alemanha         | 38.8   | 23  | 19  | 19 | 19 |
| 20                               | Šárka Vondrková / Lukáš Král            | República Tcheca | 40.2   | 18  | 17  | 22 | 20 |
| 21                               | Angelika Führing / Bruno Ellinger       | Áustria          | 41.6   | 21  | 22  | 20 | 21 |
| 22                               | Jenny Dahlen / Juris Razguliaiev        | Letônia          | 43.6   | 20  | 20  | 21 | 23 |
| 23                               | Melissa Mohler / Michael Usthoff        | Alemanha         | 44.4   | 22  | 21  | 23 | 22 |
| 24                               | Bianca Szijgyarto / Szilárd Tóth        | Hungria          | 48.6   | 24  | 24  | 25 | 24 |
| Não avançaram para a dança livre |                                         |                  |        |     |     |    |    |
| 25                               | Kaho Koinuma / Tigran Arakelian         | Armênia          | —      | 26  | 27  | 24 |    |
| 26                               | Lucine Chakmakjian / Corey Lapaige      | Bélgica          | —      | 25  | 26  | 26 |    |
| 27                               | Anna Mosenkova / Dmitri Kurakin         | Estônia          | —      | 27  | 25  | 27 |    |
| 28                               | Maikki Votila / Toni Mattila            | Finlândia        | —      | 29  | 28  | 28 |    |
| 29                               | Bibiana Polisackova / Marian Mesaros    | Eslováquia       | —      | 28  | 29  | 29 |    |

## Quadro de medalhas
| Ordem | País     | Medalha de ouro | Medalha de prata | Medalha de bronze |    | Ordem por total |
| ----- | -------- | --------------- | ---------------- | ----------------- | -- | --------------- |
| 1     | Rússia   | 4               | 1                | 1                 | 6  | 1               |
| 2     | França   |                 | 1                | 1                 | 2  | 2               |
| 3     | Alemanha |                 | 1                |                   | 1  | 4               |
| 3     | Hungria  |                 | 1                |                   | 1  | 4               |
| 5     | Ucrânia  |                 |                  | 2                 | 2  | 2               |
| TOTAL | TOTAL    | 4               | 4                | 4                 | 12 | —               |